# Fraser Forster
Fraser Forster   (Hexham, 17 de març de 1988) Fraser Gerard Forster és un futbolista professional anglès que juga com a porter al Tottenham Hotspur.

## Palmarès
Norwich City FC
- Football League One: 2009-10

Celtic FC
- Lliga escocesa: 2011-12, 2012-13, 2013-14, 2019-20
- Copa escocesa: 2010-11, 2012-13
- Copa de la lliga escocesa: 2019-20

Tottenham Hotspur FC
- Lliga Europa de la UEFA: 2024–25[1]